# نوارة (الفيوم)
قرية نوارة هي إحدى القرى التابعة لمركز أطسا في محافظة الفيوم في جمهورية مصر العربية. حسب إحصاءات سنة 2006، بلغ إجمالي السكان في نوارة 10240 نسمة، منهم 5267 رجل و4973 امرأة.